# Napoleonas
Napoleonas ist ein litauischer männlicher Vorname, abgeleitet von dem  Vornamen Napoleon.

## Namensträger
Zwischenname
- Antanas Napoleonas Stasiškis (1933–2016), Politiker, Mitglied des Seimas